# جروم آلونزو
جروم آلونزو (انگلیسی: Jérôme Alonzo؛ زادهٔ ۲۰ نوامبر ۱۹۷۲) بازیکن فوتبال اهل فرانسه است.
از باشگاه‌هایی که در آن بازی کرده‌است می‌توان به باشگاه فوتبال المپیک مارسی، باشگاه فوتبال سن-اتین، باشگاه فوتبال نانت، باشگاه فوتبال پاری سن ژرمن، و باشگاه فوتبال نیس اشاره کرد.